# Gottlieb Stengel
Gottlieb Stengel (* 5. Mai 1897 in Waldstetten; † 1981 in Stuttgart) war ein deutscher Diplomlandwirt, Landwirtschaftslehrer und jahrzehntelang Direktor der Ackerbauschule Hohenheim.

## Leben und Wirken
Nach Schule in Waldstetten und Studium am Lehrerseminar Nagold wurde Gottlieb Stengel zum Kriegsdienst eingezogen, erlitt eine Verwundung und war nach der Genesung zunächst Volksschullehrer. Ab 1939 studierte er an der Landwirtschaftlichen Hochschule Hohenheim und trat der Kameradschaft Florian Geyer bei. Nach dem Abschluss der Diplomprüfung widmete er sich dem landwirtschaftlichen Strukturwandel in Württemberg und wurde mit seiner Dissertation: Strukturwandlungen der bäuerlichen Landwirtschaft im Oberamt Balingen seit dem Jahr 1880: Ein Beispiel für den Übergang von der landwirtschaftlichen. zur industriellen Beschäftigung, in Hohenheim zum Dr. agr. promoviert.
Nach 1945 war er am Aufbau des landwirtschaftlichen Berufsschulwesens in Württemberg beteiligt. Als Oberlandwirtschaftsrat wurde er zum Direktor der Ackerbauschule berufen, was er bis zur Pensionierung im Jahr 1963 blieb. Neben dem normalen Schulbetrieb war er auch der Herausgeber der Schulzeitschrift Der Landbaumann und Ansprechpartner der ehemaligen Absolventen. Auch im Hohenheimer Hochschulbereich war er aktiv, wo er das studentische Leben begleitete und beispielsweise langjähriger Schatzmeister und Studentenwohnheimverwalter des Corps Germania war.

## Schriften
- G. Stengel: Strukturwandlungen der bäuerlichen Landwirtschaft im Oberamt Balingen seit dem Jahr 1880: Ein Beisp. f. d. Uebergang v. d. landwirtsch. zur industriellen Beschäftigung. ca. 1945, DNB 571367569.
- G. Stengel, R. Klaiber: 150 Jahre Ackerbauschule Hohenheim 1818 bis 1968: Chronik d. Schule. Ulmer, Stuttgart 1968, DNB 457041803.